# Astragalus hartvigii
Astragalus hartvigii es una especie de planta del género Astragalus, de la familia de las leguminosas, orden Fabales.

## Distribución
Astragalus hartvigii se distribuye por Turquía.

## Taxonomía
Fue descrita científicamente por Kit Tan. Fue publicada en Aliso 11: 619 (1987).